# Westminster School

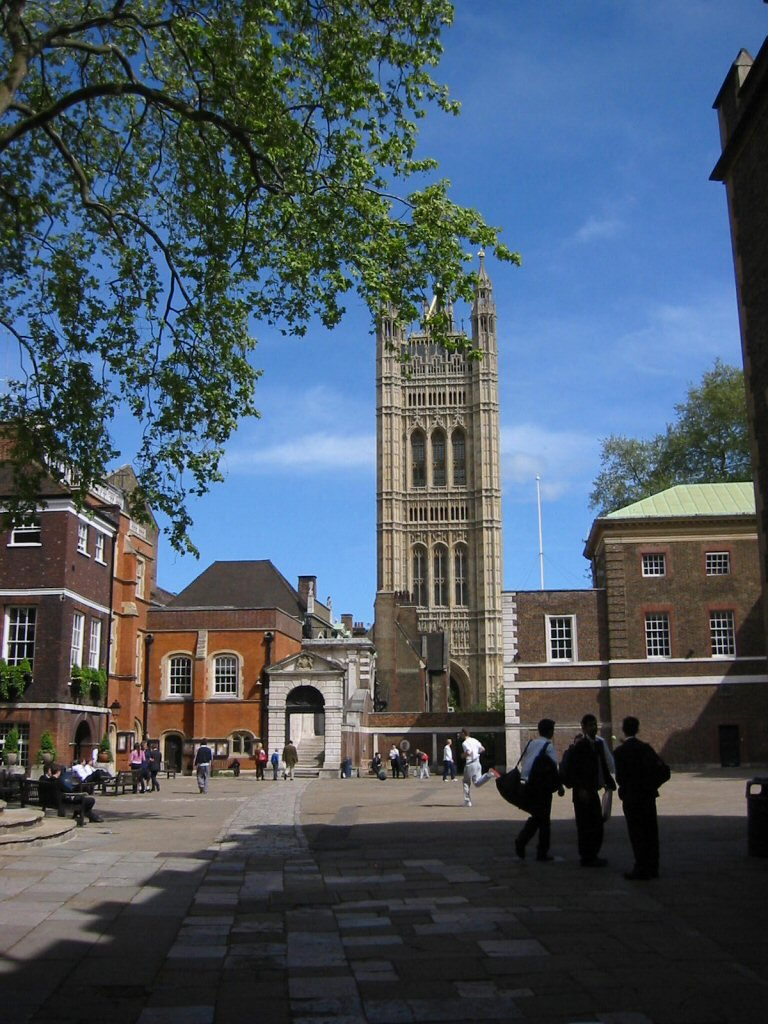
La Westminster School di Londra

Il Royal College of St. Peter at Westminster (noto come Westminster School) è una delle più famose scuole indipendenti per ragazzi del Regno Unito e la migliore come risultati dell'esame A Level.
Si trova nel centro di Londra, accanto all'Abbazia di Westminster, ed ha una storia che risale a prima del XII secolo. Il suo direttore è dal 2005 Stephen Spurr e conta 742 alunni, di cui un terzo pensionari pensionari. Gli alunni maschi sono ammessi a partire dai 13 anni, le femmine solo dai 16.